# Eusebio Bardají Azara
Eusebio Bardají y Azara (Graus, 19 december 1776 - Huete, 7 maart 1842) was een Spaans diplomaat, politicus en eerste minister.

## Levensloop

### Studies en diplomatieke loopbaan
Aan de Universiteit van Zaragoza en aan de Spaanse School van San Clemente aan de Universiteit van Bologna volgde hij studies rechtswetenschappen. Na de afloop van zijn studies werd hij diplomaat in Bologna en in 1800 werd hij secretaris van de Weense ambassade.
Vervolgens werd hij de secretaris van zijn oom, de voorlopige Spaanse ambassadeur in Parijs en die de steun was van paus Pius VII, die wegens de strijd tussen Napoleon Bonaparte en de kerk gevangengehouden werd in Fontainebleau. Tijdens de laatste regeringsjaren van koning Karel IV was hij tot in 1808 tevens ambassadeur in Wenen.
Toen de Spaanse Onafhankelijkheidsoorlog keerde hij terug naar Spanje en was van 1809 tot 1810 de eerste secretaris van de Cortes van Cádiz. Van 20 maart 1810 tot 6 februari 1812 was hij vervolgens minister van Buitenlandse Zaken en hiermee in feite ook eerste minister, hoewel die functie toen nog niet bestond. Ook werd hij als onderhandelaar naar Sint-Petersburg gestuurd.
Nadat de Fransen uit Spanje verdreven werden en in 1813 koning Jozef Bonaparte vervangen werd door Ferdinand VII, werd Bardají opnieuw opgenomen in de diplomatieke dienst en was de volgende jaren ambassadeur in Lucca, Londen en Parijs.

### Revolutie van 1820 en premierschap
Na het begin van de liberale Spaanse Revolutie van 1820 keerde hij terug naar Spanje en was 4 maart 1821 tot 8 januari 1822 onder een liberale regering minister van Buitenlandse Zaken. Toen Ferdinand VII in 1823 na de Franse invasie in Spanje opnieuw de absolute macht verkreeg, trok zich terug in het plaatsje Huete.
Tien jaar later begon hij weer invloed uit te oefenen op het politieke leven en in april 1834 ondersteunde hij premier Francisco Martínez de la Rosa toen die een nieuwe grondwet liet opstellen. Als erkenning hiervoor werd hij benoemd tot senator.
Op 18 augustus 1837 werd hij zelf premier van Spanje en bleef dit precies twee maanden, tot op 18 oktober 1837. Vervolgens trok hij zich uit de politiek terug.
- Biblioteca Nacional de España: XX1521854
- Catàleg d'autoritats de noms i títols de Catalunya: 981058509221106706
- Gemeinsame Normdatei: 131847767
- Virtual International Authority File: 87247275
- WorldCat: E39PBJtRHCvm9TGCmrgWhjMdcP